# Edmonde Dever
Edmonde Dever (* 1921 in Brüssel; † 2004) war eine belgische Diplomatin.

## Leben
Edmonde Dever war die Tochter eines belgischen Diplomaten. Sie studierte an der Universität Lüttich und an der Université libre de Bruxelles Geisteswissenschaft. Von 1946 bis 1949 wurde sie in der belgischen Kolonialverwaltung beschäftigt. Von 1949 bis 1952 und von 1955 bis 1959 wurde sie in London beschäftigt. Von 1959 hatte sie Exequatur als Generalkonsulin in Johannesburg. Von 1959 bis 1961 hatte sie Exequatur als Generalkonsulin in Luanda. Von 1966 bis 1969 war sie Vertreterin des Ständigen Vertreters der belgischen Regierung beim UN-Hauptquartier. Von 1973 bis 1978 war sie Botschafterin in Stockholm. Von 1978 bis 1981 war sie Botschafterin in Wien. Von 1981 bis 1988 war sie Ständige Vertreterin der belgischen Regierung beim UN-Hauptquartier.

## Veröffentlichung
- L’opinion publique belge et la guerre franco-allemande de 1870.

| Vorgänger                              | Amt                                                                                | Nachfolger        |
| -------------------------------------- | ---------------------------------------------------------------------------------- | ----------------- |
| Reginald Charles Alfred Arthur de Croÿ | Belgische Botschafterin in Stockholm 1973 bis 1978                                 | Francine Chainaye |
| Jean Papeians de Morchoven             | Botschafterin in Wien 1978 bis 1981                                                | André Ernemann    |
| André Ernemann                         | Ständige Vertreterin Belgiens bei den Vereinten Nationen in New York 1981 bis 1988 | Jean de Ruyt      |